# Wickenhof
Wickenhof war eine Gemeinde mit (1933) 22 Einwohnern im Landkreis Birkenfeld. Der Ort wurde Ende der 1930er Jahre bei Errichtung des Truppenübungsplatzes Baumholder eingeebnet und damit zur Wüstung. Die Wüstung liegt heute auf dem Gemeindegebiet von Sienhachenbach.
Hier lernte Schinderhannes nach einem bewaffneten Straßenraub (am 18. Dezember 1799) an Ostern 1800 seine spätere Frau und Weggefährtin, Julchen, kennen. 
Wickenhof gehörte ab 1817 zur lichtenbergischen und seit 1835 zur preußischen Bürgermeisterei Sien im damaligen Landkreis St. Wendel. 1920 kam die Gemeinde zum Restkreis Sankt Wendel-Baumholder und mit diesem 1937 zum Landkreis Birkenfeld.

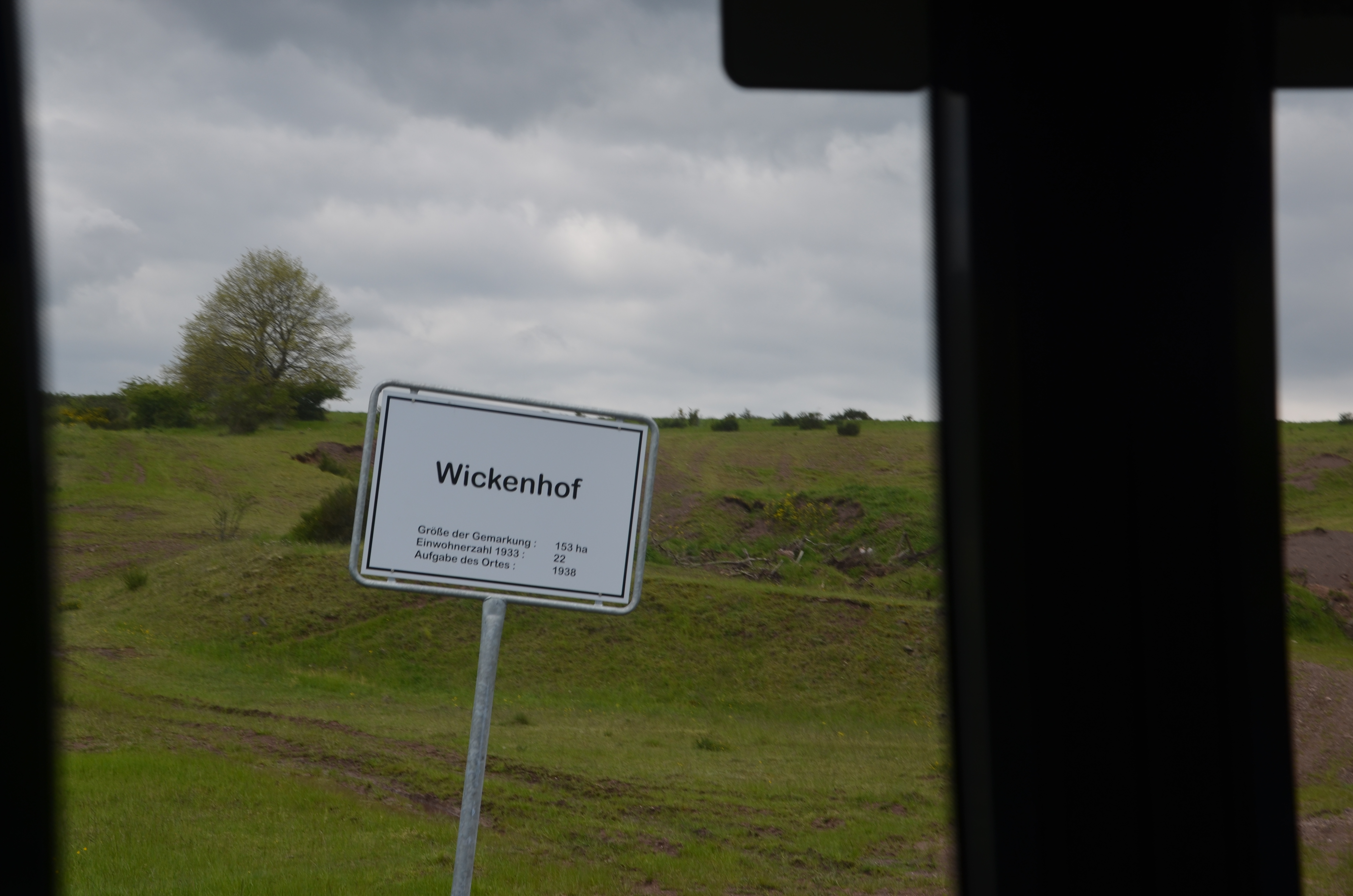
Außer der Gedenktafel erinnert nichts mehr an den Wickenhof